# Krasnojarskie Rysi Krasnojarsk
Krasnojarskie Rysi Krasnojarsk (ros. Красноярские Рыси Красноярск) – rosyjski klub hokeja na lodzie z siedzibą w Krasnojarsku.

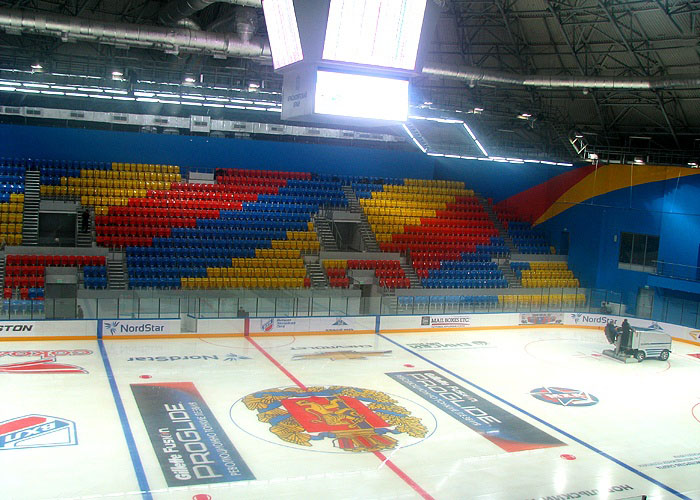
Lodowisko w Krasnojarsku

## Historia
Krasnojarskie Rysi jako drużyna juniorska uczestniczyła w założonych w 2011 rozgrywkach MHL-B, od 2016/2017 działających jako NMHL. W tym okresie funkcjonowała ona jako zespół stowarzyszony z seniorskim klubem Sokoł Krasnojarsk, występującym w rozgrywkach WHL. W edycji 2017/2018 ligi zespół zajął czwarte miejsce. Po tej edycji ekipę Rysiów wycofano z NMHL.
Przed sezonem 2018/2019 klub został przyjęty do trzeciej rosyjskiej klasie rozgrywkowej, określonej jako Mistrzostwa Wyższej Hokejowej Ligi (WHL-B). W 2021 drużyna zdobyła mistrzostwo rozgrywek. Po sezonie WHL-B 2021/2022 drużyna została przeniesiona do juniorskich rozgrywek MHL.

## Sukcesy
- Złoty medal WHL-B /  Puchar Federacji: 2021, 2022[7]